# Jeff Chaz
Jeff Chaz, artiestennaam van Jeffrey Chasman (Lake Charles, Louisiana) is een Amerikaanse bluesgitarist, zanger en songwriter, gevestigd in New Orleans. Hij staat bekend om zijn energieke optredens en unieke stemgeluid, dat vaak wordt vergeleken met dat van Dr. John. Naast zijn muzikale carrière is hij ook actief als dominee.

## Biografie
Chaz groeide op in Creole, Louisiana, en begon zijn muzikale reis met trombone en trompet voordat hij op 14-jarige leeftijd overstapte naar gitaar. Na een periode in Californië, waar hij in soulbands speelde, besloot hij zich te richten op bluesgitaar en verhuisde naar Memphis om te leren van bluesmeesters. Hij won de eerste Beale Street Blues Award en trad op met legendes als Albert King en Jerry Lee Lewis. 
Sinds 1996 woont Chaz in New Orleans, waar hij een prominente figuur werd op Bourbon Street. Hij wordt ook wel de Bourbon Street Bluesman genoemd.

## Discografie
Zijn discografie omvat albums zoals *"I Just Caught The Blues"* (2021), waarin hij persoonlijke ervaringen vertaalt naar diverse bluesstijlen.
- International Standard Name Identifier: 0000 0000 5100 0087
- Library of Congress Control Number: no2007137232
- MusicBrainz: e2f9b42b-e0a5-4344-9c7b-0290ad15d20b
- Virtual International Authority File: 26857509